# La grande rapina al salvadanaio
La grande rapina al salvadanaio (The Great Piggy Bank Robbery) è un film del 1946 diretto da Robert Clampett. È un cortometraggio d'animazione della serie Looney Tunes, uscito negli Stati Uniti il 20 luglio 1946. Si tratta dell'ultimo corto interamente diretto da Clampett per la Warner Bros. Cartoons, e dell'ultimo in cui sia stato accreditato.

## Trama
Daffy Duck riceve il nuovo fumetto di Dick Tracy e inizia a leggerlo. Mentre immagina di essere Tracy e di combattere contro i criminali, si tira accidentalmente un pugno e sviene. Nel sonno, immagina di essere il detective Duck Twacy. Egli riceve molte telefonate su furti di salvadanai ma le ignora, finché non scopre che anche il suo salvadanaio è stato rubato. Così si mette alla ricerca dei ladri (imbattendosi in Sherlock Holmes), e prende un tram guidato da Porky Pig che porta proprio al nascondiglio del gangster. All'interno del covo incontra tutti i criminali della città. Essi poco dopo cominciano ad inseguirlo, ma Twacy li rinchiude dietro a un porta e spara loro con una mitragliatrice, uccidendoli. Poi trasforma Spaghetto al Neon, l'unico sopravvissuto, in un'insegna luminosa. Dietro la porta dove aveva rinchiuso i criminali trova quindi i salvadanai rubati, incluso il suo. Mentre bacia il suo salvadanaio, Daffy si sveglia e si accorge di stare baciando una scrofa. Daffy scappa via schifato, mentre la scrofa rimane affascinata da lui.

## Distribuzione

### Edizione italiana
Le prime due edizioni italiane del corto, doppiate a Milano, furono realizzate per la distribuzione in due VHS nel 1987 e nel 1989. Nel 1996, per la trasmissione televisiva, il film fu ridoppiato una terza volta dalla Angriservices Edizioni sotto la direzione di Renzo Stacchi su dialoghi di Giorgio Tausani. Non essendo stata registrata una colonna internazionale, in tutti e tre i casi fu sostituita la musica presente durante i dialoghi.

### Edizioni home video

#### VHS
America del Nord
- Daffy! (1988)
- The Golden Age of Looney Tunes Volume 4: Bob Clampett (1992)
- Looney Tunes: The Collector's Edition - All-Stars (novembre 1999)

Italia
- Daffy Duck (1987)
- Daffy Duck a Hollywood (settembre 1989)

#### Laserdisc
- Daffy! & Porky! (1988)
- The Golden Age of Looney Tunes (11 dicembre 1991)

#### DVD e Blu-ray Disc
Il corto fu pubblicato in DVD-Video in America del Nord nel terzo disco della raccolta Looney Tunes Golden Collection: Volume 2 (intitolato Tweety and Sylvester and Friends) distribuita il 2 novembre 2004, dove è visibile anche con un commento audio di John Kricfalusi; il DVD fu pubblicato in Italia il 16 marzo 2005 nella collana Looney Tunes Collection, col titolo Titti e Silvestro. In America del Nord fu inserito anche nel primo disco della raccolta DVD Looney Tunes Spotlight Collection Volume 2, uscita il 2 novembre 2004. Il 1º novembre 2011 fu inserito nel primo DVD della raccolta The Essential Daffy Duck, mentre il 15 novembre fu inserito nel DVD Daffy Duck della collana I tuoi amici a cartoni animati!. Fu poi incluso (nuovamente con il commento audio) nel primo disco della raccolta Looney Tunes Platinum Collection: Volume One, uscita in America del Nord in Blu-ray Disc il 15 novembre 2011 e in DVD il 3 luglio 2012. Il BD fu ristampato il 10 gennaio 2012 col titolo Looney Tunes Showcase. In seguito è stato inserito anche nel primo DVD della raccolta 50 cartoons da collezione - Looney Tunes della collana Il meglio di Warner Bros., uscita in America del Nord il 25 giugno 2013 e in Italia il 5 dicembre.

## Accoglienza
Nel 1994 il corto si classificò al 16º posto nel libro di Jerry Beck The 50 Greatest Cartoons. In tale occasione lo storico dell'animazione Steve Schneider scrisse che "l'inestimabile film di Bob Clampett La grande rapina al salvadanaio è chiaramente un'opera di altissima poesia cinematografica, poiché a suscitare l'ilarità maniacale del film è una sequenza di immagini che rimangono tra le più indelebili nella storia dei cartoni animati", mentre l'animatore John Kricfalusi disse che dopo aver visto il film di Clampett "fu subito il mio preferito. Pensai che fosse il miglior cartone animato che quell'uomo avesse mai realizzato." Nel 2010 il film fu selezionato per l'inclusione nel libro di Jerry Beck The 100 Greatest Looney Tunes Cartoons; in tale occasione Schneider lo definì il suo cartone Warner Bros. preferito e aggiunse: "Striscioni e bouquet al grande Bob C. per questo sorprendente mélange di ultra-stupidità e film noir. Crea un regno in cui le stilizzazioni alimentano gli stati di fuga tanto amati dal regista, dove la capacità dell'animazione di comprimere e dilatare lo spazio e il tempo (e i corpi!) è sorprendentemente realizzata, dove il terrore e l'ilarità si dimostrano essere naturali compagni di letto, e dove le visioni sconvolgenti arrivano così veloci e fitte che la cosa sembra anticipare MTV di quarant'anni". Il docente di animazione Nichola Dobson ha citato Più veloce di una lepre e La grande rapina al salvadanaio (1946) come esempi dell'attenzione ai dettagli di Clampett e del ritmo veloce del suo lavoro.